# 软炸鸡肉球

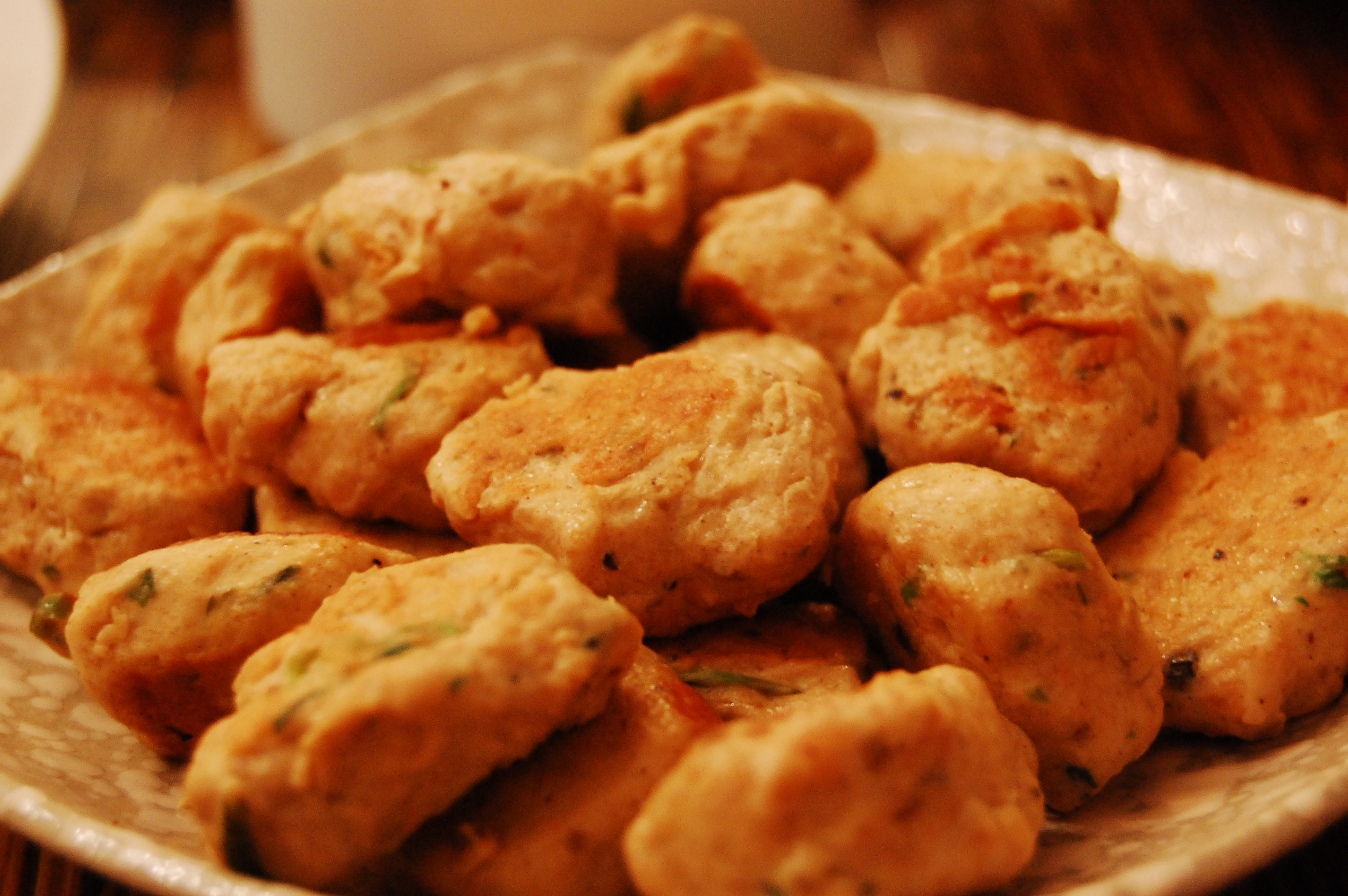
軟炸雞肉球

软炸鸡肉球（Chicken balls）是一种由小块鸡胸肉沾面粉油炸制成的食物，常见于欧美廉价中餐馆。由于面粉成分远远多于鸡肉，每一块鸡球可以呈现完美的圆形。
鸡肉球可以被当做前菜或零食，最常见的吃法是在上面浇酸甜酱。
软炸鸡肉球是典型的西化中餐，是加拿大、英国和爱尔兰的中餐外卖店必备菜式。这道菜最常见的做法是，把一小块油炸鸡胸肉丁裹在厚面糊里，进油锅炸。炸到外表焦黄，每块鸡球可达到兵乓球大小。上菜时在旁边放酸甜酱和苏梅酱，由食客酌量添加。

## 延伸閱讀
- 唐揚
- 鸡块
- 炸鸡